# Ctenus inazensis
Ctenus inazensis là một loài nhện trong họ Ctenidae.
Loài này thuộc chi Ctenus. Ctenus inazensis được Embrik Strand miêu tả năm 1909.